# Hershey (Pennsilvània)
Hershey és una població dels Estats Units a l'estat de Pennsilvània. Segons el cens del 2000 tenia 12.569 habitants. El 2 de març de 1962 el jugador de l'NBA Wilt Chamberlain va batre el rècord d'anotació històric en un sol partit anotant 100 punts al Hersheypark Arena.

## Demografia
Segons el cens del 2000, Hershey tenia 12.771 habitants, 5.451 habitatges, i 3.297 famílies. La densitat de població era de 342,2 habitants per quilòmetre quadrat.
Dels 5.451 habitatges en un 24,8% hi vivien nens de menys de 18 anys, en un 50,9% hi vivien parelles casades, en un 7,1% dones solteres, i en un 39,5% no eren unitats familiars. En el 33,7% dels habitatges hi vivien persones soles el 16,2% de les quals corresponia a persones de 65 anys o més que vivien soles. El nombre mitjà de persones vivint en cada habitatge era de 2,22 i el nombre mitjà de persones que vivien en cada família era de 2,86.
Per edats la població es repartia de la següent manera: un 20,3% tenia menys de 18 anys, un 7,4% entre 18 i 24, un 27% entre 25 i 44, un 21,8% de 45 a 60 i un 23,5% 65 anys o més.
L'edat mediana era de 42 anys. Per cada 100 dones de 18 o més anys hi havia 82,1 homes.
La renda mediana per habitatge era de 45.098 $ i la renda mediana per família de 63.385 $. Els homes tenien una renda mediana de 42.013 $ mentre que les dones 31.086 $. La renda per capita de la població era de 28.487 $. Entorn del 3,8% de les famílies i el 6,9% de la població estaven per davall del llindar de pobresa.

## Poblacions més properes
El següent diagrama mostra les poblacions més properes.